# Ileana Ursu
Ileana Ursu (n. 9 iunie 1954, Zrenjanin, Voivodina, Serbia) este o poetă și traducătoare română.

## Biografie
Ursu Ileana a studiat la școala elementară în limba română la Begeiți / Torac, după care își continuă studiile la liceul clasic, în limba sârbă, Zrenjanin. Urmează studiile superioare la Facultatea de Drept, Universitatea din Novi Sad (1973–1978) și Academia de Artă din Novi Sad. În ceea ce privește viața personală, este căsătorită cu poetul Milan Nenadici, are doi copii și trăiește la Novi Sad.
A tradus în sârbă pe Mihai Eminescu.

## Activitate
Debutul literar l-a avut la începutul anilor 70 la „Libertatea”. A publicat versuri în periodicile: „Libertatea”, „Tribuna tineretului”, „Lumina”, „Polja”, „Mladost”, „Knjizevne novine”, „Knjizevna rec”, „Index”, „Politika”, „Romania literară”, „Convorbiri literare”, „Coriere de la sera”... Scrie în limbile română și sîrbă. Poezia ei este tradusă în maghiară, slovacă, ruteană, engleză, franceză, italiană, suedeză... A tradus în sârbă pe Mihai Eminescu, Radu Gyr, Carolina Ilica, Liliana Ursu, Virgil Carianopol. A participat la proiectul de integrare a minorității românești din Serbia, „Svetlosti znacenia“ („Lumina cunoașterii“), alcătuind o antologie de 1200 de pagini din creația românilor din Banatul Sârbesc. Conduce Departamentul pentru Minorități Naționale al Ministerului Culturii din Voievodina. Din alte surse aflăm că a activat ca Žitoproduct Zrenjanin și redactor Radio Zrenjanin.

## Opera
- Pension în bibliotecă, versuri, Pancevo, Editura Libertatea, 1978;[1]
- Abilitatea vrăjitoarei, versuri, Pancevo, Editura Libertatea, 1981;[1]
- Omul, pasăre neagră, poeme, Novi Sad, 1990;[2]
- Poeme pe nisip, poeme în proză, Novi Sad, 1996;[1]
- Pe limba peștilor, Poeme, Editura Libertatea, Panciova, 2007.[2]

## Distincții
- Pecat varosi sremskokarlovașke;
- Premiul „Valahia”;
- Insigna de aur;
- Premiul „Strazilovo”;
- Premiul Uniunii Scriitorilor din România;
- Premiul Fundației europene „Mihai Eminescu” pentru poezie;
- Premiul „Credință, pace, progres”, Italia;
- Premiul Asociației scriitorilor din Voivodina pentru traducere;
- Medaliată de Guvernul României cu Medalia „Mihai Eminescu”.[3]